# Pierre Habumuremyi
Pierre-Damien Habumuremyi (nascut el 21 de febrer de 1961) és un polític ruandés que va exercir com a Primer ministre de Ruanda del 7 d'octubre de 2011 fins al 24 de juliol de 2014. Anteriorment va ser Ministre d'Educació de maig del 2011 fins a octubre d'aquest any.

## Primers anys
Va néixer en 1961 a Ruhondo, districte de Musanze. Va estudiar a diversos països, inclosa la República Democràtica del Congo, França, i Burkina Faso. Va obtenir un Bachelor of Science en sociologia, abans d'acabar la seva graduació per correu a la Universitat de Lubumbashi en 1993. Després va finalitzar el seu Master of Science en ciències polítiques de la Universitat de Panteó-Assas en 2003. Va obtenir un doctorat en ciències polítiques de la Universitat de Ouagadougou en 2011.

## Carrera
Va començar la seva carrera com a acadèmic exercint com a assistent de professor en la Universitat Nacional de Ruanda de 1993 fins a 1999, i també va ser conferenciant a la Universitat Independent de Kigali i a la Universitat Laica Adventista de Kigali durant els anys 1997-1999. Durant aquest període, també va treballar com a coordinador de projectes al programa d'Assistència Tècnic Alemany (GTZ Kigali) de 1995 fins a 1997 i Gerent de Projectes Superiors pels Catholic Relief Services de 1997 fins al 2000.
Del 2000 al 2003, va ser el secretari d'executiu adjunt de la Comissió Electoral Nacional de Ruanda, després que exercís com a Secretari Executiu fins al 2008. Habumuremyi va ser escollit com un dels nou representants de Ruanda en l'Assemblea Legislativa d'Àfrica Oriental l'11 de maig de 2008. Va ser succeït com a Secretari Executiu de la Comissió Electoral Nacional per Charles Munyaneza al juliol del 2008.
Va ser posteriorment nomenat membre del govern ruandès com a Ministre d'Educació al maig 2011, sent reemplaçant per Charles Murigande.
Va ser nomenat Primer Ministre el 6 d'octubre de 2011. El seu nomenament va ser sorprenent, donat el seu perfil relativament baix en l'escena política. Va ser succeït per Anastase Murekezi el 23 de juliol de 2014.
Va escriure un llibre The Political integration in Rwanda after the 1994 genocide: Utopia or Reality, publicat per Palotti Press, Kigali, en 2008.